# ОК Скра Белхатов
Скра Белхатов (пољ. Skra Bełchatów) је професионални одбојкашки клуб из Белхатов, Пољска. Тренутно се такмичи у Првој лиги Пољске.

## Трофеји

### Национални
- Првенство Пољске
  - Првак (9): 2004/05, 2005/06, 2006/07, 2007/08, 2008/09, 2009/10, 2010/11, 2013/14, 2017/18.
  - Вицепрвак (2): 2011/12, 2016/17.
  - 3. место (2): 2001/02, 2014/15.

- Куп Пољске
  - Освајач (7): 2004/05, 2005/06, 2006/07, 2008/09, 2010/11, 2011/12, 2015/16.
  - Финалиста (3): 2003/04, 2016/17, 2017/18.

- Суперкуп Пољске
  - Освајач (2): 2012, 2014.

### Међународни
- ЦЕВ Лига шампиона
  - Финалиста (1): 2011/12.
  - 3. место (2): 2007/08, 2009/10.
  - 4. место (2): 2014/15, 2018/19.

- Светско клупско првенство
  - 2. место (2): 2009, 2010.
  - 3. место (1): 2012.
  - 4. место (1): 2017.